# Костюченко Михайло Іванович
Михайло Іванович Костюченко (30 вересня 1930, село Ротівка, тепер Путивльського району Сумської області — 9 січня 2021) — український діяч, фахівець у галузі чорної металургії, начальник сортопрокатного цеху АТ «Криворізький гірничо-металургійний комбінат «Криворіжсталь»» Дніпропетровської області. Депутат Верховної Ради СРСР 11-го скликання. Герой України (2004).

## Біографія
У 1955 році закінчив Дніпропетровський металургійний інститут.
У 1955—1968 роках — помічник майстра, вальцювальник, майстер, старший майстер, помічник начальника цеху Криворізького металургійного комбінату «Криворіжсталь» імені Леніна міста Кривого Рогу Дніпропетровської області.
З 1968 по 1986 рік —  начальник сортопрокатного цеху № 1 металургійного комбінату «Криворіжсталь» імені Леніна міста Кривого Рогу Дніпропетровської області.
Член КПРС з 1969 року.
З 1986 по 2007 рік — начальник сортопрокатного цеху № 2 металургійного комбінату «Криворіжсталь» імені Леніна (тепер — АТ «Криворізький гірничо-металургійний комбінат «Криворіжсталь») Дніпропетровської області.
З 2007 року — на пенсії.

## Нагороди
- Герой України (з врученням ордена Держави, 4 серпня 2004).
- два ордени Леніна (1981, 1986)
- два ордени Трудового Червоного Прапора (1971, 1974)
- лауреат Державної премії Української РСР (1989)
- лауреат Премії Ради Міністрів СРСР (1987)
- Грамота Президії Верховної Ради Української РСР
- медалі